# Regarde-moi
Regarde-moi (französisch: „Schau mich an“) ist das sechste Studioalbum der französischen Sängerin Lorie. Es wurde am 21. November 2011 beim Label Columbia Records veröffentlicht. Die Singleauskopplung Dita wurde bereits am 26. August 2011 veröffentlicht.

## Hintergrund
Nach ihrer Le Tour 2Lor-Tournee im Jahr 2008 entschloss sich Lorie, eine musikalische Pause zu machen, um Schauspielerin zu werden. In den Jahren 2009 und 2010 spielte sie die Hauptrollen in den französischen Fernsehfilmen De feu et de glace und Un mari de trop. Aufgrund zufriedenstellender Zuschauerzahlen bei der Ausstrahlung in TF1 bekam Lorie eine Gastrolle in der Fernsehserie Les Feux de l’amour, auf Deutsch Schatten der Leidenschaft.
Während der Promotion für ihren ersten Fernsehfilm im Jahr 2009 sprach Lorie erstmals über das neue Album und ging zu dieser Zeit von einer Veröffentlichung nicht vor Ende 2009 aus. Ende 2010 wurde die Arbeit am sechsten Studioalbum von offizieller Seite bestätigt. Am Tag nach der Ausstrahlung ihres zweiten Fernsehfilms, Un mari de trop, wurde mit den Aufnahmen für das Album begonnen. Im Juli 2011 kündigte Lorie dessen Veröffentlichung für den 21. November 2011 an.
Am 26. August 2011 wurde vorab die erste Single Dita veröffentlicht. Dita wurde von diversen Radiosendern gespielt und zum Kauf ausschließlich als Download angeboten.
Kurze Zeit später veröffentlichte Lorie auf ihrer Website erstmals die Trackliste des Albums Regarde-moi. Von 11 Songs hat sie vier selbst geschrieben. Der Verkauf des Albums ab Ende November 2011 war enttäuschend, so dass Anfang 2012 die vertragliche Beziehung zwischen Lorie und ihrem Plattenlabel Sony Music beendet wurde. Daraufhin wurden das neue Album und das Vorgängeralbum 2lor en moi? vorübergehend aus dem Verkauf genommen. Mitte Juni 2012 gab das Team von Lorie bekannt, dass beide Alben wieder erhältlich sind. Sie erschienen nun unter dem Label LMD2 Production, der Produktionsfirma von Lorie und ihrem Vater Dominique Pester.

## Musik und Inhalt
Das Album besteht aus 11 Titeln. Lorie schrieb die Songs L’intégrale, Têtu, J'en fais de trop eigenständig und zusammen mit Delphine Dobrinine Une Histoire sans faim. Die Songs auf dem Album wurden von Frederick Castle produziert und von Dobrinine, Xavier Requena, Thierry Surgeon, Gilles Lakoste, Michèle Lacoste, Sylvie Lorain-Berger und von Lorie geschrieben. Die Themen des Albums sind vielfältig und handeln unter anderen von Liebe, Magersucht (Une histoire sans faim), Homosexualität (Nous ne sommes pas des anges) sowie von Diskriminierung und Vorurteilen (Faut-il que je développe?).

## Promotion
Für die Promotion ihres neuen Albums besuchte Lorie diverse französische Fernsehsendungen, darunter L’École des fans, Le Plus Grand Cabaret du monde, Chabada und Les Grands du rire.
Lorie hatte am 23. November 2011 einen Auftritt in der Diskothek Queen auf dem Champs-Elysées. Dort sang sie die Songs Une histoire sans faim und Juste à tes cotés in einer Akustik-Version. Später in der Nacht, sang sie die Songs Dita und Regarde-moi, die sie auch am 26. November 2011 im Mix Club Paris sang. In mehreren Fnac-Filialen fanden Autogrammstunden statt; bei manchen Autogrammstunden gab es ein Akustik-Set.
Die Promotion für das Album dauerte nur drei Monate.

## Trackliste
Es gibt zwei Versionen des Albums. Die Luxusedition (Édition Deluxe) enthält neben den elf Musiktiteln eine DVD mit einem Making-of über die Entstehung des Albums sowie das Musikvideo zur Single Dita.
| #   | Titel                                                                                      | Länge |
| --- | ------------------------------------------------------------------------------------------ | ----- |
| 1.  | L’intégrale Autorin: Lorie – Komponist: Asdorve                                            | 3:38  |
| 2.  | Dita Autoren: Thierry Surgeon, Delphine Dobrinine – Komponist: Asdorve                     | 3:47  |
| 3.  | Regarde-moi Autorin: Delphine Dobrinine – Komponist: Asdorve                               | 3:41  |
| 4.  | Juste à tes côtés Autor und Komponist: Asdorve                                             | 3:56  |
| 5.  | Faut-il que je développe? Autoren: Xavier Requena, Delphine Dobrinine – Komponist: Asdorve | 3:21  |
| 6.  | Nous ne sommes pas des anges Autor: Thierry Surgeon – Komponist: Asdorve                   | 4:51  |
| 7.  | Si je tombe Autor: Xavier Requena – Komponist: Asdorve                                     | 3:19  |
| 8.  | Une histoire sans faim Autorinnen: Lorie, Delphine Dobrinine – Komponist: Asdorve          | 3:48  |
| 9.  | Têtu Autorin: Lorie – Komponist: Asdorve                                                   | 3:25  |
| 10. | Volupté Autorin: Michèle Lacoste – Komponist: Gilles Lakoste                               | 3:33  |
| 11. | J'en fais de trop Autorin: Lorie – Komponisten: Asdorve, Sylvie Lorain-Berger              | 2:07  |

## Singleauskopplungen

### Dita
Dita ist die erste Single aus dem neuen Album und wurde am 26. August 2011 veröffentlicht. Der Song wurde von Thierry Surgeon und Delphine Dobrinine geschrieben und von Asdorve komponiert. Das Musikvideo zum Song wurde am 12. Oktober veröffentlicht. Es wurde unter anderen im Casino von Paris gedreht.

### Une histoire sans faim
Im Januar 2012 verkündete Lorie, dass der Song Une histoire sans faim die zweite Single-Auskopplung werden wird. Da der Vertrag zwischen Sony Music und Lorie zu Ende ging, wurde die geplante Single nicht mehr veröffentlicht.

## Chartplatzierungen
| Land       | Platzierung |
| ---------- | ----------- |
| Frankreich | 54          |
| Belgien    | 33          |

## Veröffentlichungen
| Land        | Datum             | Label            | Format       |
| ----------- | ----------------- | ---------------- | ------------ |
| Frankreich  | 21. November 2011 | Columbia Records | CD, Download |
| Deutschland | 21. November 2011 | Columbia Records | Download     |
| England     | 21. November 2011 | Columbia Records | Download     |